# Ellipteroides (Protogonomyia) clista
Ellipteroides (Protogonomyia) clista is een tweevleugelige uit de familie steltmuggen (Limoniidae). De soort komt voor in het Oriëntaals gebied.